# Morbegno
Morbegno (Murbegn in dialetto valtellinese,[murˈbɛɲ];) è un comune italiano di 12 378 abitanti della provincia di Sondrio in Lombardia.
Centro principale della bassa Valtellina, è stata proclamata Città alpina 2019.

## Geografia fisica
Situata nella bassa Valtellina allo sbocco delle valli del Bitto, di Albaredo e di Gerola, Morbegno è delimitata a nord dalle Alpi Retiche, a sud dalle Alpi Orobie e si estende fino all'opposto versante della valle, la costiera dei Cech con la cima della Colmen di Dazio. Il fiume Adda divide la città dalle frazioni a nord di Campovico, Paniga e Desco, mentre il centro storico è attraversato dal torrente Bitto, affluente del fiume Adda.

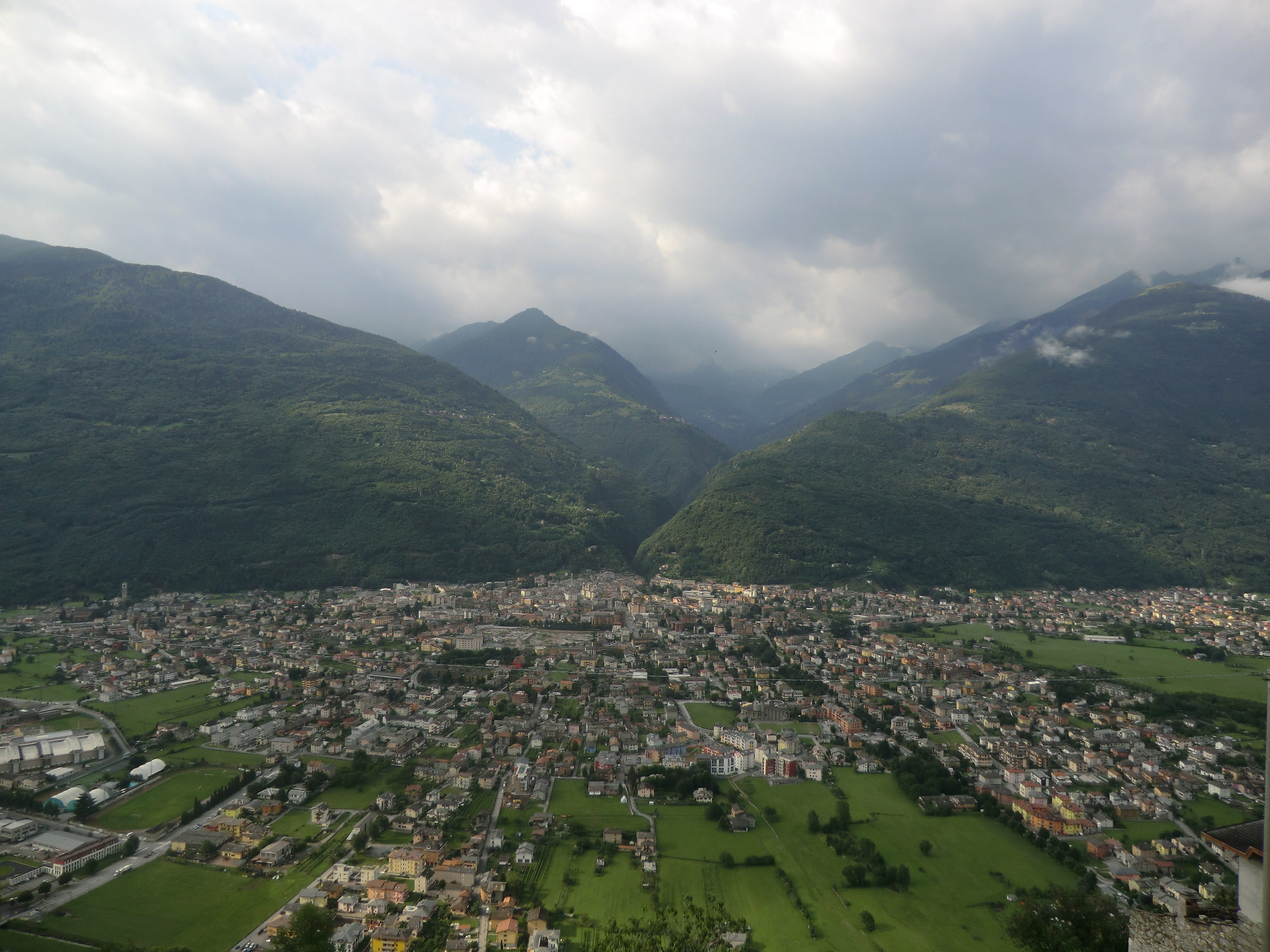
Panorama della città dalla Costiera dei Cech. Sullo sfondo le Valli del Bitto nelle Alpi Orobie Valtellinesi
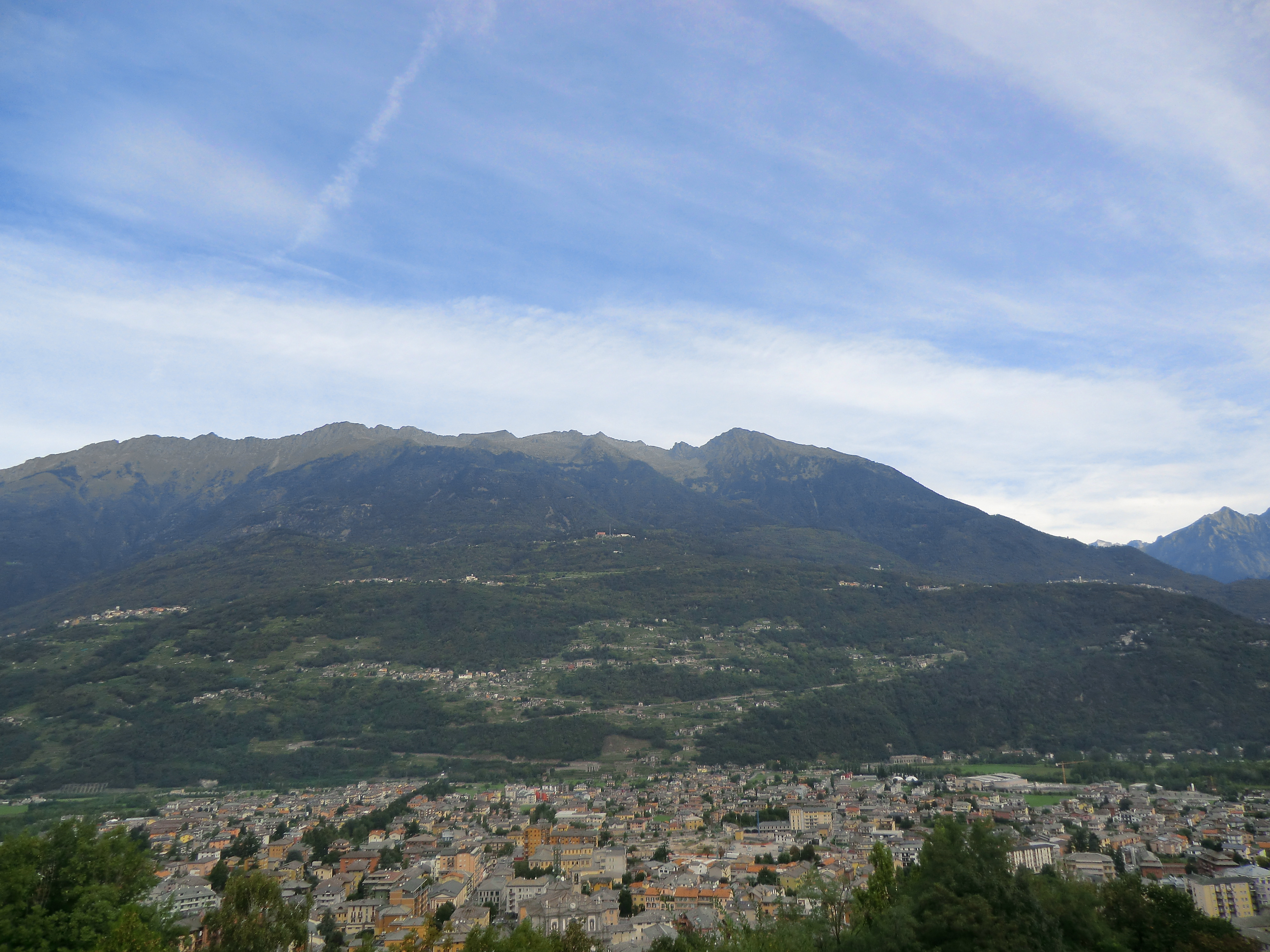
Panorama della città dalle Valli del Bitto. Sullo sfondo la Costiera dei Cech
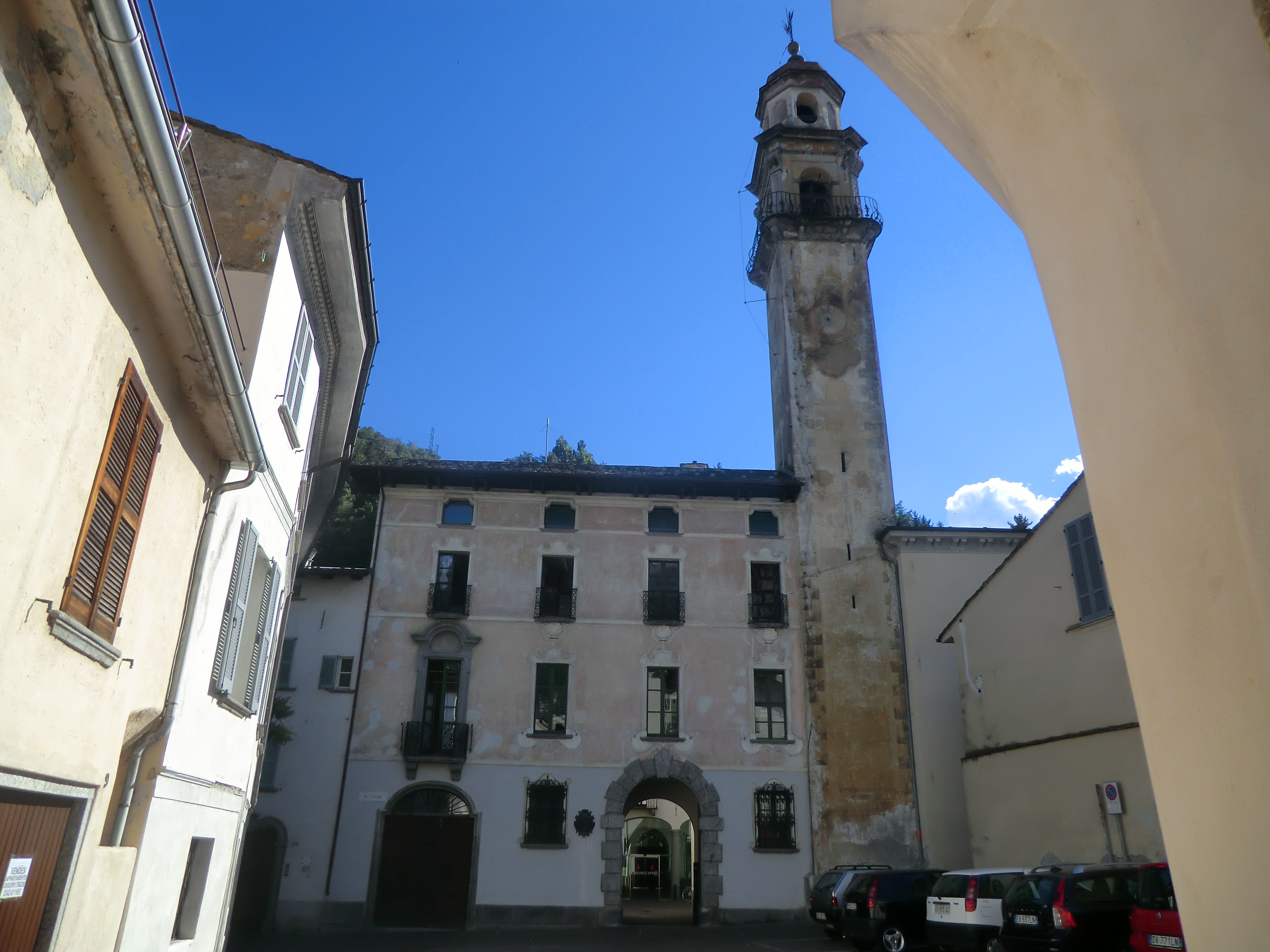
Il Municipio di Morbegno con l'adiacente Chiesa dei Santi Pietro e Paolo
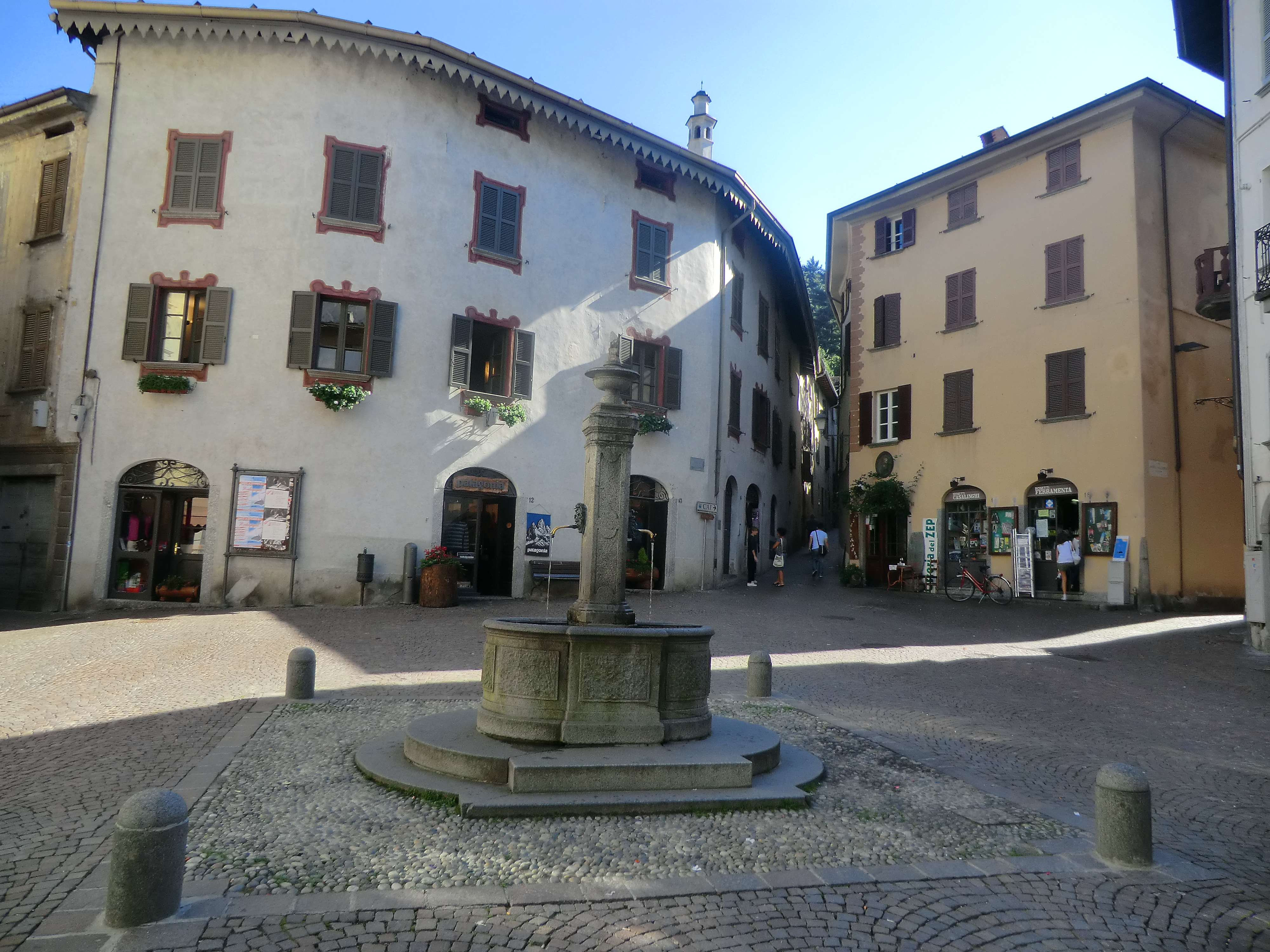
Piazza G. Marconi, detta Tre Fontane, nel centro storico della città

## Storia
Sulle origini di Morbegno si sa ben poco. La zona è stata finora avara di ritrovamenti archeologici, unico cenno ad una presenza preistorica alcune incisioni rupestri, per lo più coppelle, ritrovate al cosiddetto "dos de la lümaga", piccolo rilievo posto in posizione dominante rispetto alla cittadina. Anche per quanto riguarda l'età romana si hanno riferimenti perlopiù generali alla Valtellina, tanto che è incerta l'appartenenza del territorio alla Regio XI Transpadana.
I primi riferimenti ad un vero centro urbano nella zona si hanno a partire dall'alto Medioevo. Emerge quindi il nucleo originario di Morbegno attorno alla chiesa carolingia di San Martino, e il toponimo Mosergia, comparso in un documento del 724, di dubbia autenticità, con il quale il re dei Longobardi Liutprando cedeva alla basilica di San Carpoforo di Como alcuni territori dell'alto Lario e della bassa Valtellina, tra cui appunto Mosergia.
Proprio i possedimenti di monasteri comaschi, ma anche milanesi, caratterizzarono il periodo medioevale della valle. Feudatari religiosi ed ecclesiastici di entrambe le città ambivano ai territori alpini della zona lombarda ben conoscendo l'importanza delle sicure vie di transito dell'alta valle. Comparvero così in Valtellina rappresentanti di facoltose famiglie nobiliari lombarde che, con il passare degli anni, si radicarono nella zona prendendo stabile dimora e andando a costituire la primitiva ossatura della nobiltà locale protagonista del basso medioevo e del Rinascimento della valle.
Durante l'età longobarda Morbegno formava una curtis regia con la vicina Talamona, di cui erano rispettivamente centri religiosi la chiesa di San Martino e la cappella di Santa Maria. Si trattava questo di un complesso fondiario organizzato, un centro economico e amministrativo di cui si sottolinea non tanto l'autosufficienza quanto lo stimolo all'apertura commerciale.
Sembra però che il nome Morbegno, nelle forme primitive di Morbinium, Morbenio e Morbenno, compaia solamente a partire dall'XI secolo. Gli sparuti insediamenti erano assai sparsi, e si sa che sul finire del XII secolo, per sfuggire alla malsana zona acquitrinosa dove era sorto il nucleo originale del paese, la popolazione si trasferì sulle più salutari rive del Bitto, dove ben presto Morbinio divenne un fiorentissimo borgo. Nonostante l'ingombrante presenza delle due estese pievi Olonio e di Ardenno nel fondovalle, e nonostante la bolla papale del 1208 che riconfermò l'appartenenza della chiesa di San Martino al monastero di Sant'Abbondio di Como, la cappella, e di conseguenza l'intero villaggio nel Duecento si impose come centro della sponda sinistra dell'Adda nella bassa Valtellina.
La Morbegno dell'età comunale è perlopiù ignota. Abbiamo solamente notizia di un crescente aumento della popolazione e di un ulteriore spostamento della popolazione lungo le sponde del Bitto, spostamento che darà vita all'attuale centro storico della città. Nel 1335 con il passaggio di Como sotto la dinastia viscontea di Milano, Morbegno divenne il vero e proprio capoluogo del Terziere Inferiore della valle. Le vicende più ricorrenti durante il periodo milanese del borgo furono le lotte faziose, intervallate da persecuzioni, bandi e incarcerazioni. Nel contempo sorse un primo ospizio domenicano. Nonostante si sappia di assemblee comunali e di Terziere nella chiesa dei Santi Pietro e Paolo già nel 1363, purtroppo, a causa delle grande autonomia amministrativa di cui godette il borgo fino all'età napoleonica, non ci è pervenuto alcuno statuto comunale.
Il secolo XIV si aprì con la consacrazione della chiesa di Sant'Antonio e Santa Marta nel 1401 e la costruzione di una nuova chiesa dedicata all'Assunta e a san Lorenzo attorno al 1418. In questo periodo è storicamente documentata la presenza del domenicano Andrea Grego da Peschiera, proveniente dal convento di Fiesole, energico predicatore e leggendario operatore di carità e di miracoli.
Mentre la Repubblica di Venezia iniziava ad affacciarsi sul panorama della valle, comparvero i Grigioni, il popolo elvetico che rese assai più precario il dominio sforzesco e s'impadronirono velocemente dell'intera Valtellina, inglobandola nel cantone svizzero. Gli invasori, sconfitti nella battaglia di Caiolo del 1487, concessero la libertà di commercio, pretendendo però un donativo di alcune migliaia di fiorini. Intanto il comune, di cui sappiamo per certezza la normativa sul dazio a partire dal 1435, si era garantito il mercato settimanale e per l'autodifesa aveva proceduto con l'istituzione di milizie proprie. Nel 1457 ottenne la presenza stabile dei domenicani con la fondazione del convento di Sant'Antonio, a fianco dell'omonima chiesa che, ampliata, divenne sede dell'inquisizione. Inquisizione che nel 1438 portò anche ad una condanna capitale.
Nel 1499 Ludovico il Moro, sconfitto dai francesi fuggiva da Milano e nella primavera del 1500 in piazza, a Morbegno, venivano dipinte le insegne del Re di Francia. L'occupazione fu segnata da continue angherie e soprusi, che provocarono anche sommosse popolari; nel 1512 i Grigioni si impadroniscono stabilmente di Morbegno, instaurando un governo di cui si lamenterà la corruzione ma che lascerà larga autonomia alla comunità morbegnese. Ed è proprio in questi anni turbolenti che Morbegno vive una delle sue stagioni più floride dal punto di vista artistico, soprattutto grazie alla costruzione di una nuova chiesa, quella di San Giovanni nel 1517.
Dopo la riforma protestante, Morbegno ospitò alcuni riformatori, ai quali i Grigioni spalancarono le porte. Nel contempo si intensifica la difesa dell'ortodossia e l'attività inquisitoria dei domenicani, esercitata nel borgo anche da Michele Ghisleri, il futuro papa Pio V. Mentre nel 1559 la chiesa dei Santi Pietro e Paolo venne ceduta ai protestanti e la sede parrocchiale si trasferì in San Giovanni, la carica di parroco fu duramente contesa, probabilmente a causa delle accese rivalità tra le famiglie nobiliari della zona. A seguito del Sacro macello di Valtellina scoppiato a Tirano nel luglio del 1620, i Grigioni dovettero abbandonare la valle, prontamente sostituiti nell'occupazione dagli Spagnoli.
Non esistono dati riguardanti il numero delle vittime della terribile peste del XVII secolo narrata dal Manzoni ne I Promessi Sposi. Si ha notizia comunque di un calo repentino della popolazione che tornerà ad aumentare di numero negli anni successivi quando Morbegno fu nuovamente sottomessa ai Grigioni. È in questo periodo che la campagna del borgo cambia aspetto con l'avvento della vite e dei gelsi per l'allevamento del baco da seta. Le chiese sono restaurate con gusto barocco e alcune dimore nobiliari si dotano di cappelle private. Nel 1680 l'arciprete G.B. Castelli Sannazzaro dà inizio alla costruzione della nuova chiesa di San Giovanni che sarà conclusa e consacrata solamente cento anni dopo nel 1780.
Nel Settecento Morbegno vive un periodo di discreta prosperità e, oltre al florido commercio e alla continua crescita della popolazione, si assiste ad un intensificarsi della vita religiosa comunitaria che tende allo sfarzo e alla teatralità. Viene così costruito il catafalco per la Settimana Santa, su probabile disegno del Ligari, per la novena di Natale, si orna l'altare con centinaia di candeline, si tengono veri e propri concerti durante le funzioni, tanto che i vescovi invitano la parrocchia ad una maggiore parsimonia. Nel 1780 vivono a Morbegno circa trenta preti, una dozzina di chierici, venti frati, Domenicani e Cappuccini, e una quarantina di monache. La chiesa di San Giovanni e il palazzo Malacrida sono sicuramente del gusto settecentesco in campo religioso e civile, ma sono accompagnati dal nuovo ponte di Ganda nel 1778 e da una sobria rivisitazione del centro storico.
Con l'avvento dell'età napoleonica Morbegno diviene capoluogo del Dipartimento dell'Adda e dell'Oglio, un fatto che è di per sé una qualifica storica, del borgo che è ormai trasformato in città. La tradizionale vita dei morbegnesi cambia radicalmente. I conventi dei Domenicani e dei Cappuccini, e il monastero della Presentazione vengono soppressi.
Con il Congresso di Vienna passa sotto il dominio austriaco (Regno Lombardo-Veneto) fino al 1859 quando viene annessa al Regno di Sardegna, divenuto Regno d'Italia nel 1861.
Di tutta storia morbegnese l'Ottocento, in confronto al secolo precedente, fu uno dei periodi più grigi. Mancavano personalità e famiglie di spicco, l'arte langue, le drammatiche condizioni di vita rendono più dura la vita dei contadini e costringono i borghesi ad una faticosa vita imprenditoriale. Sotto la dominazione austriaca viene costruita in Valtellina la strada nazionale. Durante i moti del '48 la guarnigione asburgica presente in città lascia il presidio, il tricolore è solennemente benedetto in San Giovanni. Nel frattempo la viabilità viene migliorata grazie anche all'inaugurazione, nel 1885, della linea ferroviaria.
Nel 1939 il comune di Campovico viene aggregato a quello di Morbegno.
Il 23 gennaio 1943 a Warwàrowka (URSS) il battaglione Morbegno viene massacrato dopo un'eroica resistenza mentre due anni dopo, il 28 aprile 1945, presso il palazzo scolastico, sede della locale Milizia, veniva firmata la resa della colonna tedesca al comando unificato Valtellina-Alto Lario del Comitato di Liberazione Nazionale.
Nel dopoguerra emerge a livello nazionale la figura di Ezio Vanoni, ministro delle finanze che sarà fautore della riforma tributaria nazionale. Nel 1966 Morbegno viene insignita del titolo di Città.
Del secolo scorso, oltre alla crescita esponenziale del comune è sicuramente da porre in rilievo l'alluvione della Valtellina del luglio 1987, evento collegato non solamente alla storia di Morbegno ma a quella di tutta la Valtellina.

### Simboli
Nello scudo sono raffigurati i simboli dei santi patroni: le chiavi di san Pietro e la spada di san Paolo.
Anticamente le chiavi erano completamente d'argento, fino al decreto di riconoscimento del 22 settembre 1939 dove sono blasonate con le impugnature d'oro.
Il gonfalone, concesso con regio decreto del 15 gennaio 1940, è un drappo di rosso.

## Monumenti e luoghi d'interesse

### Architetture civili

#### Ponte di Ganda
Il primo ponte sull'Adda nel morbegnese del quale si ha notizia era situato nel luogo dove sorge l'attuale ponte di Ganda e fu costruito a cavallo tra il Quattrocento e il Cinquecento. Il ponte, progettato dall'architetto Giovanni Antonio Amadeo, venne però distrutto nel 1772 da una delle innumerevoli piene dell'Adda, una di quelle che contribuivano a rendere la zona acquitrinosa. Immediatamente si pensò alla ricostruzione di un collegamento tra le due sponde del fiume, collegamento di vitale importanza per gli scambi commerciali. Il 21 novembre 1776, l'ingegnere milanese Francesco Bernardino Ferrari firmò il disegno e il piano per il nuovo ponte, che venne finito il 2 ottobre 1778. Quel ponte in grossi blocchi di pietra, dalla particolare struttura dorso di mulo con un'ampia arcata centrale e due arcate inferiori ai lati, che ancora si possono ammirare. Dal rapporto dell'ingegnere in dell'Adda relativo ai mali cui soggiace il territorio della Valtellina ed alle cause che li producono l'ingegnere Ferrari nel 1808, riguardo alla forma del ponte spiega: "[…] nell'erezione trent'anni sono del ponte di Ganda si tenne per questo vista profondissima tanto alto l'arco medio quanto bastasse a sotto passarlo a vele gonfie". Per molti secoli il ponte fu l'unico attraversamento stabile e sicuro nella parte bassa dell'Adda, ed era quindi di fondamentale importanza per la vita stessa del borgo. I veneziani, ad esempio, utilizzarono il passo San Marco, Morbegno e, di conseguenza, il ponte, quale via preferenziale per i commerci e i trasporti verso e dal Nord Europa.

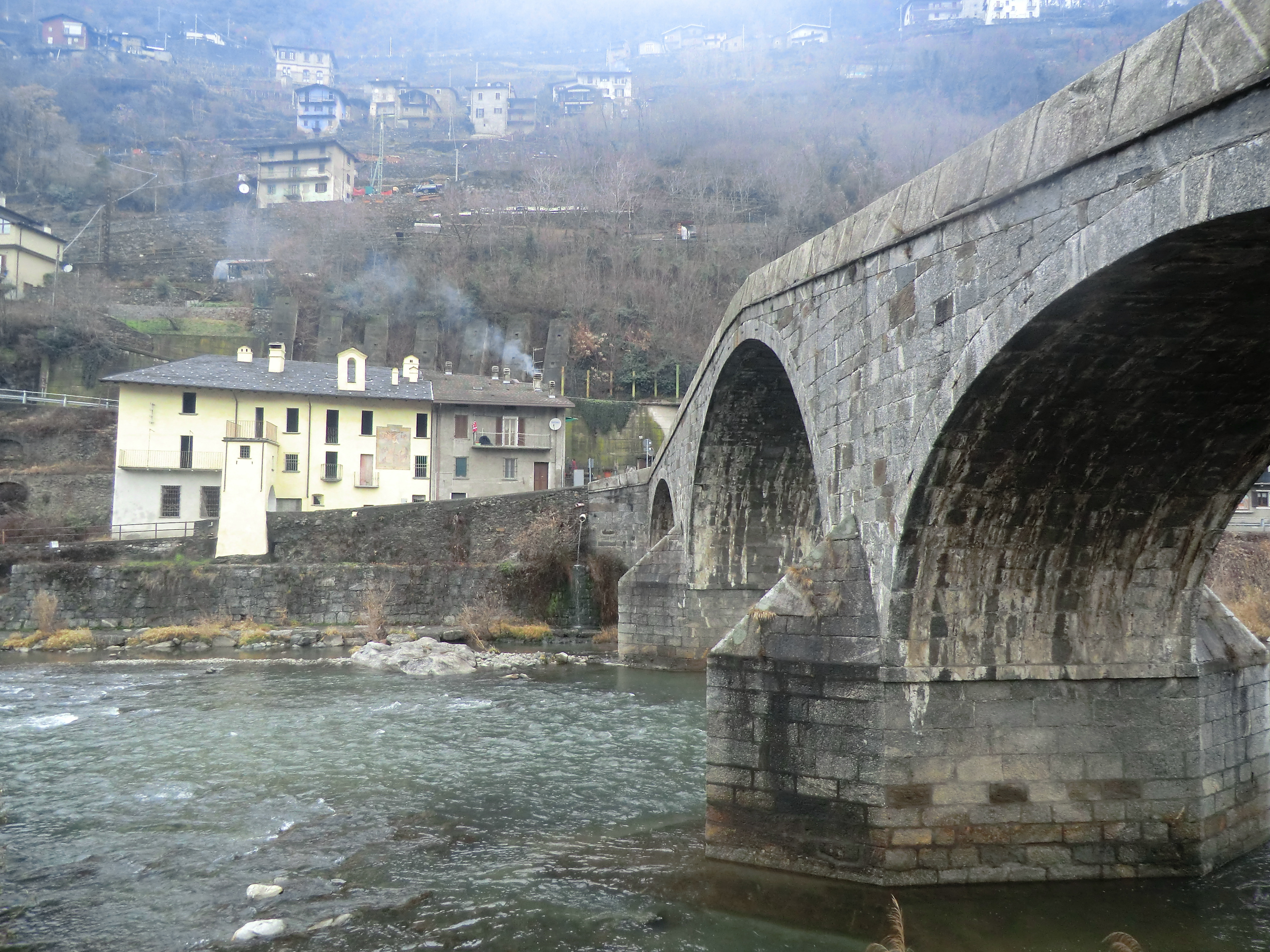
Il ponte di Ganda in inverno
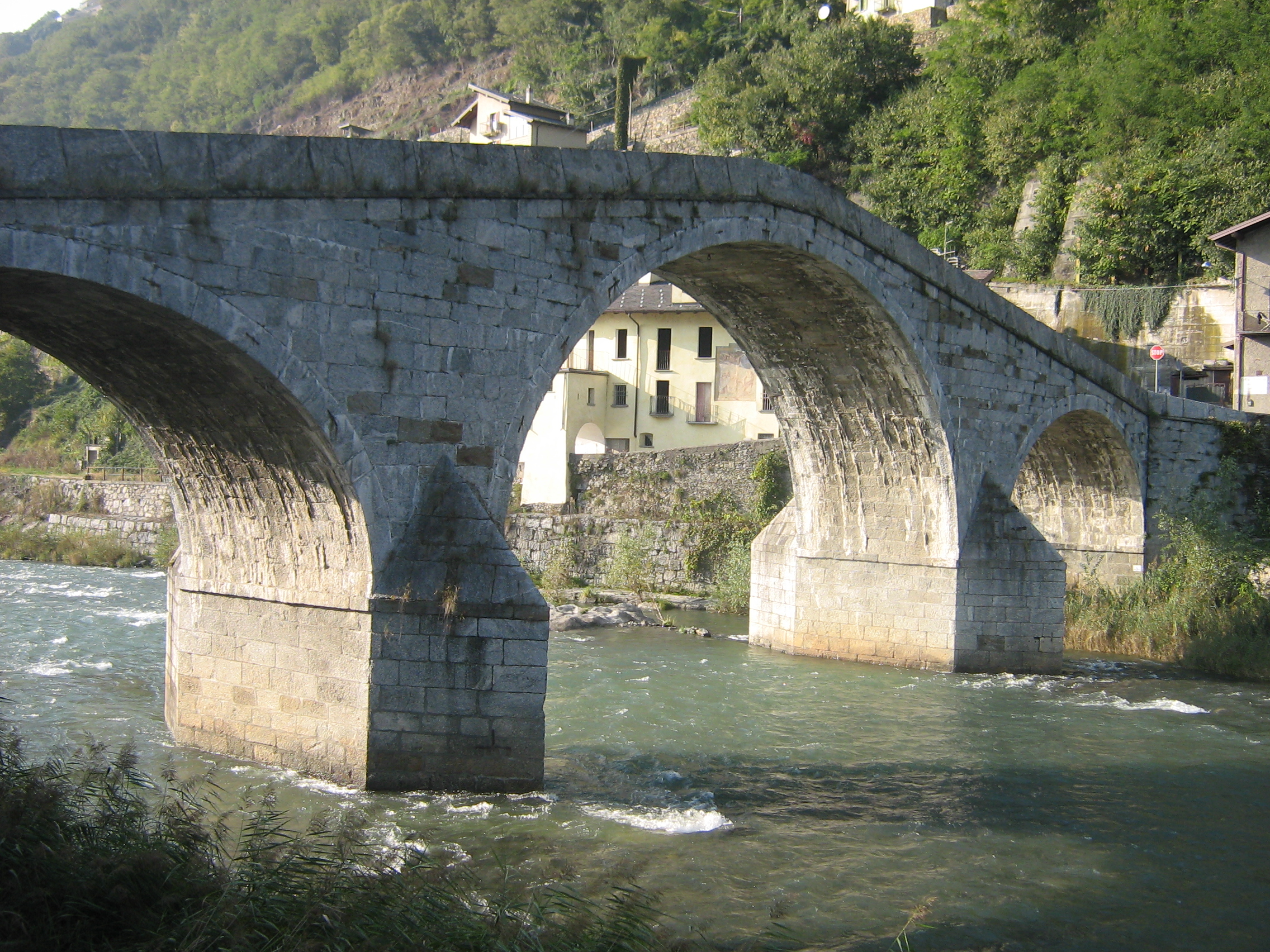
Il ponte di Ganda al tramonto
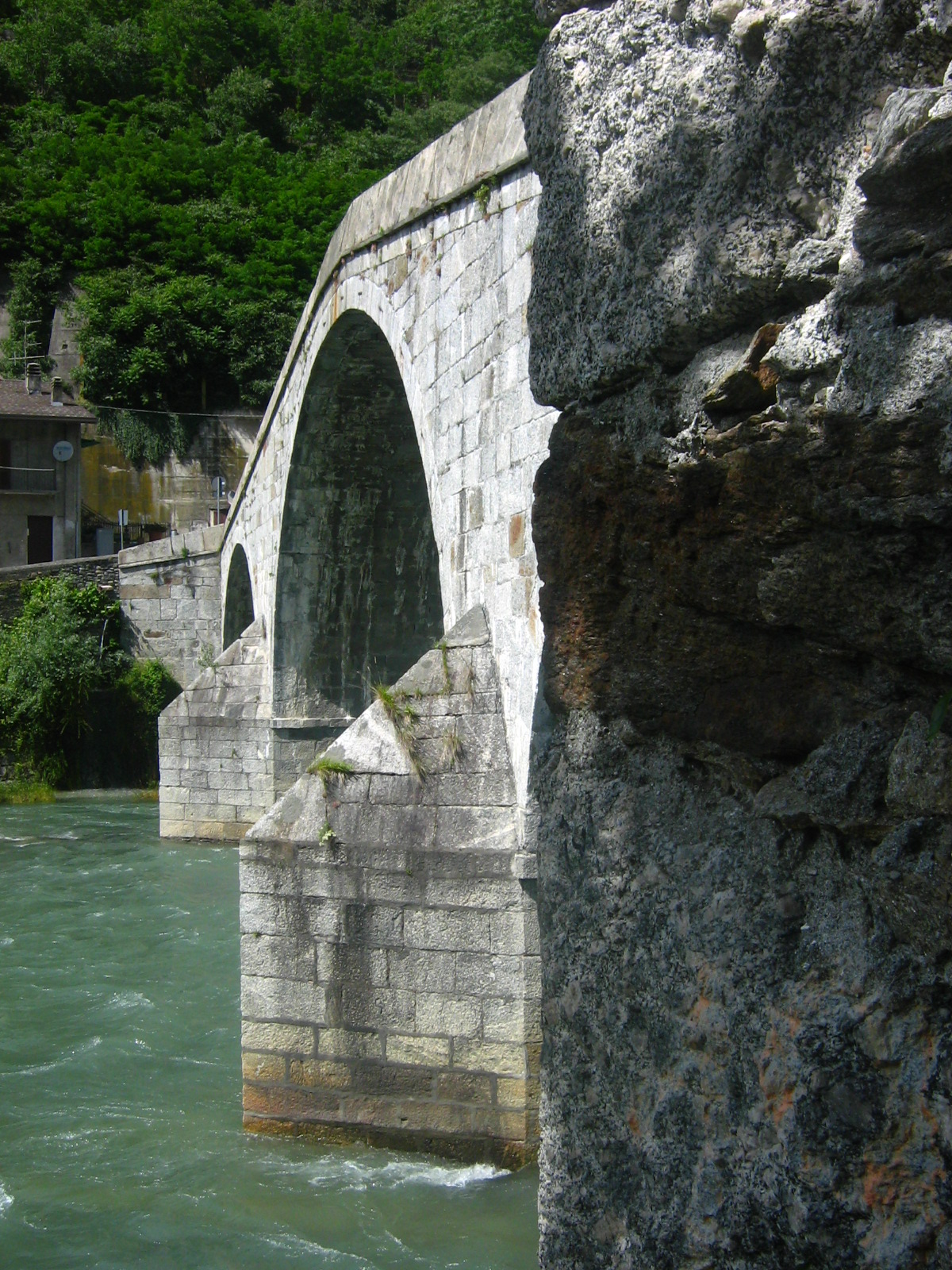
Il ponte dalla base sud

#### Palazzo Malacrida

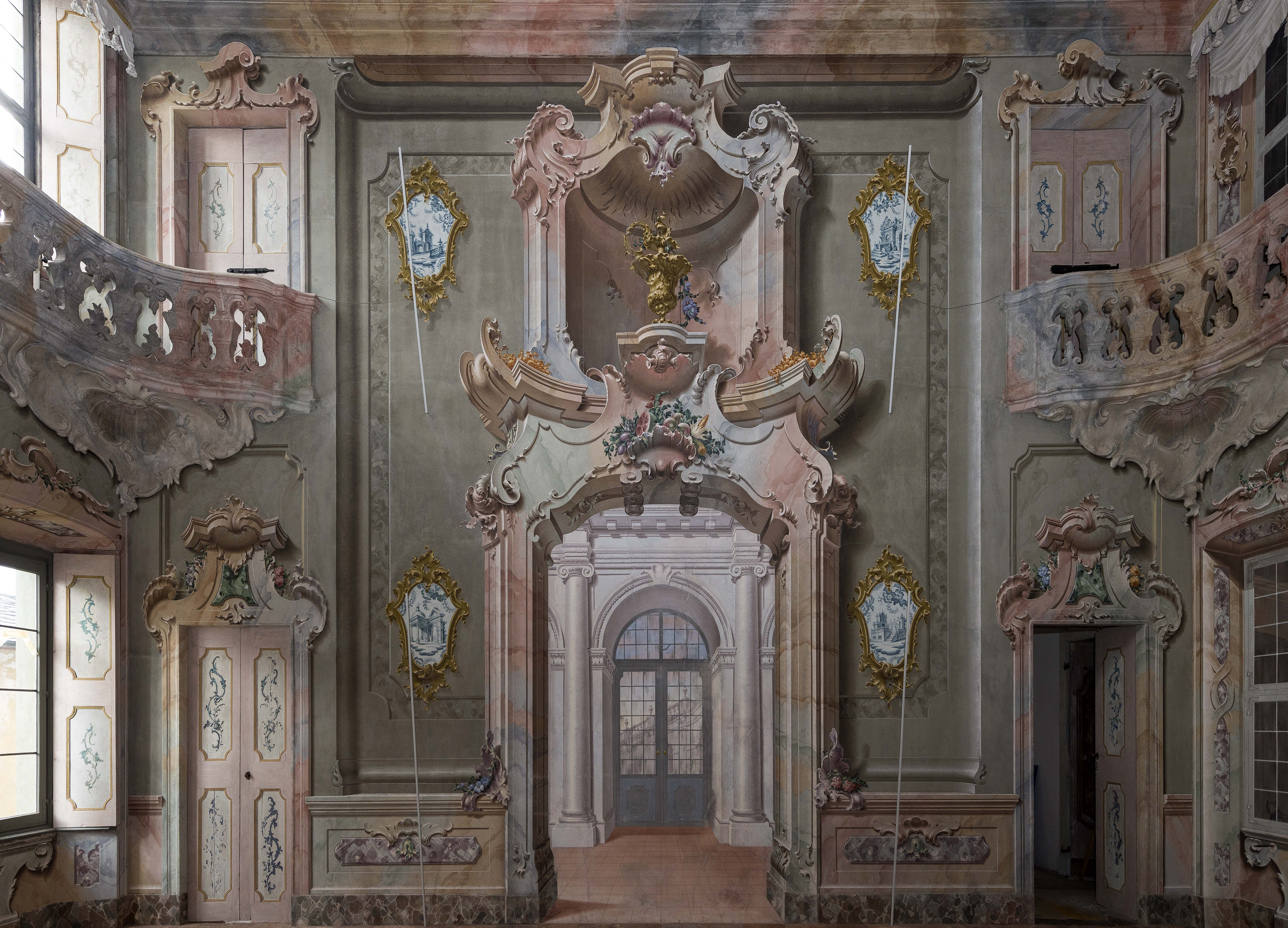
Salone di Palazzo Malacrida dopo restauro. Foto Martegani

Palazzo Malacrida è un'aristocratica dimora che spicca nel panorama delle dimore nobiliari valtellinesi per la bellezza dei cicli pittorici e la privilegiata ubicazione nel cuore del centro storico della Città del Bitto. Altre stanze si presentano decorata da affreschi, stucchi e camini. Infine ma non ultimo è il giardino all'italiana (trascurato nell'assetto originale e bisognoso di un radicale restauro filologico) terrazzato su tre piani da cui si gode uno splendido panorama che si apre su tutto il terziere morbegnese.

### Architetture religiose

#### Collegiata di San Giovanni Battista

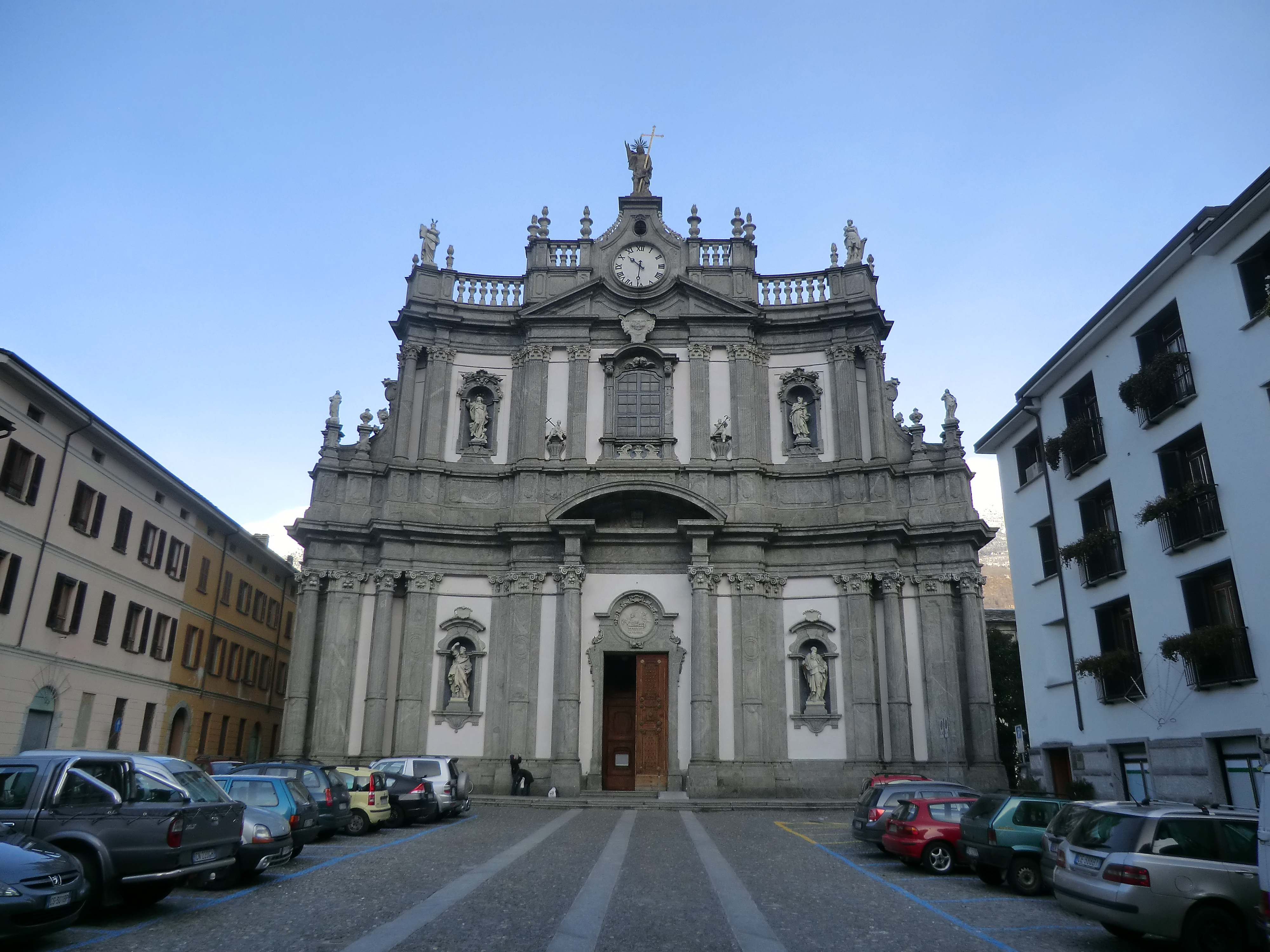
Collegiata di San Giovanni Battista sede della parrocchia dal 1560.

Il principale edificio religioso di Morbegno è la Collegiata di San Giovanni Battista, uno tra gli edifici barocchi più importanti della Valtellina.

#### Chiesa di San Pietro

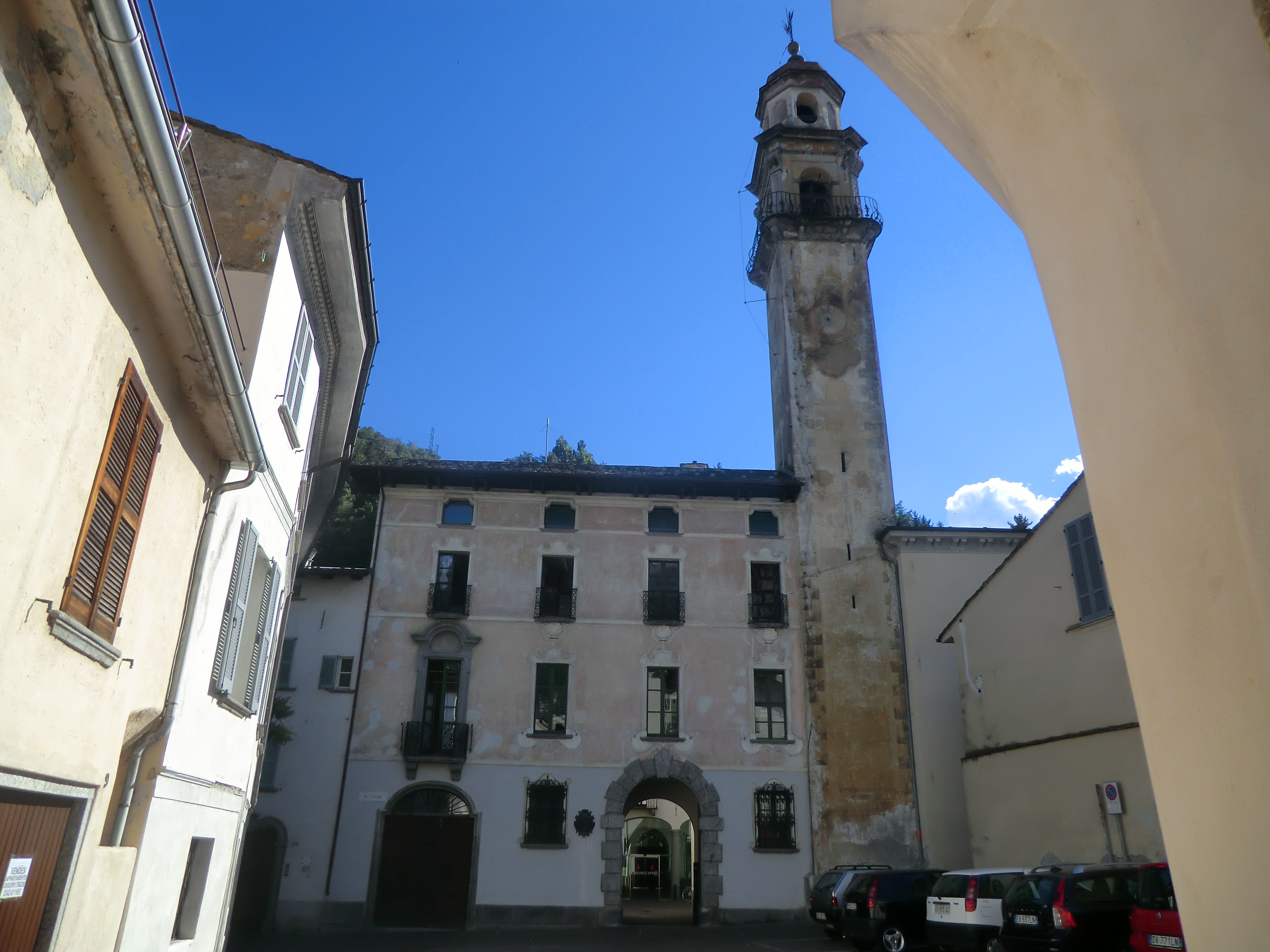
Comune di Morbegno e Campanile della Chiesa di San Pietro

La Chiesa dei Santi Pietro e Paolo, più comunemente nota come Chiesa di San Pietro, fu costruita in un arco di tempo che va dal 1337 al 1341, anno in cui l'edificio religioso venne consacrato. La chiesa ospitò la sede della parrocchia di Morbegno fino al 1560, quando l'edificio religioso venne convertito al rito luterano, in accordo con le leggi grigionesi per la convivenza di Cattolici e Protestanti (fino al 1620, anno del Sacro macello di Valtellina). In occasione di tale conversione, il contenuto della chiesa e la dignità di parrocchiale passarono alla vicina chiesa di San Giovanni, la cui edificazione era stata avviata nel primo quarto del XVII secolo.
Situata nel cuore dell'antico borgo, la chiesa di San Pietro è l'edificio con cui si vuole essere nata, nel 1337, la comunità di Morbegno di cui è stata prima parrocchia. La chiesa si presenta in forme barocche, risultanti da una ristrutturazione avvenuta dopo il 1620, anno in cui la chiesa andata al culto protestante tornò ad essere dedita al culto cattolico. La ristrutturazione terminò nel 1669.
L'esterno semplice ed elegante al contempo, mostra un bel portale in marmo nero di Varenna ed un portone ligneo secentesco recante i simboli dei santi a cui la chiesa è dedicata. Di notevole interesse è poi il campanile barocco con copertura a cipolla e un leggiadro balconcino in ferro battuto.
L'interno è un piccolo ma prezioso scrigno perfettamente conservato grazie anche alle amorevoli cure prestate dalla Confraternita del Santissimo Sacramento a cui ancora il tempio appartiene. Da segnalare: gli affreschi pre-barocchetti della volta, eseguiti negli anni 1712-1713 da Pietro Bianchi detto il Bustino; le tele di Giacomo Parravicini detto il Gianolo; gli altari in marmi policromi e il ricco corredo di argenterie.

#### Chiesa di San Martino

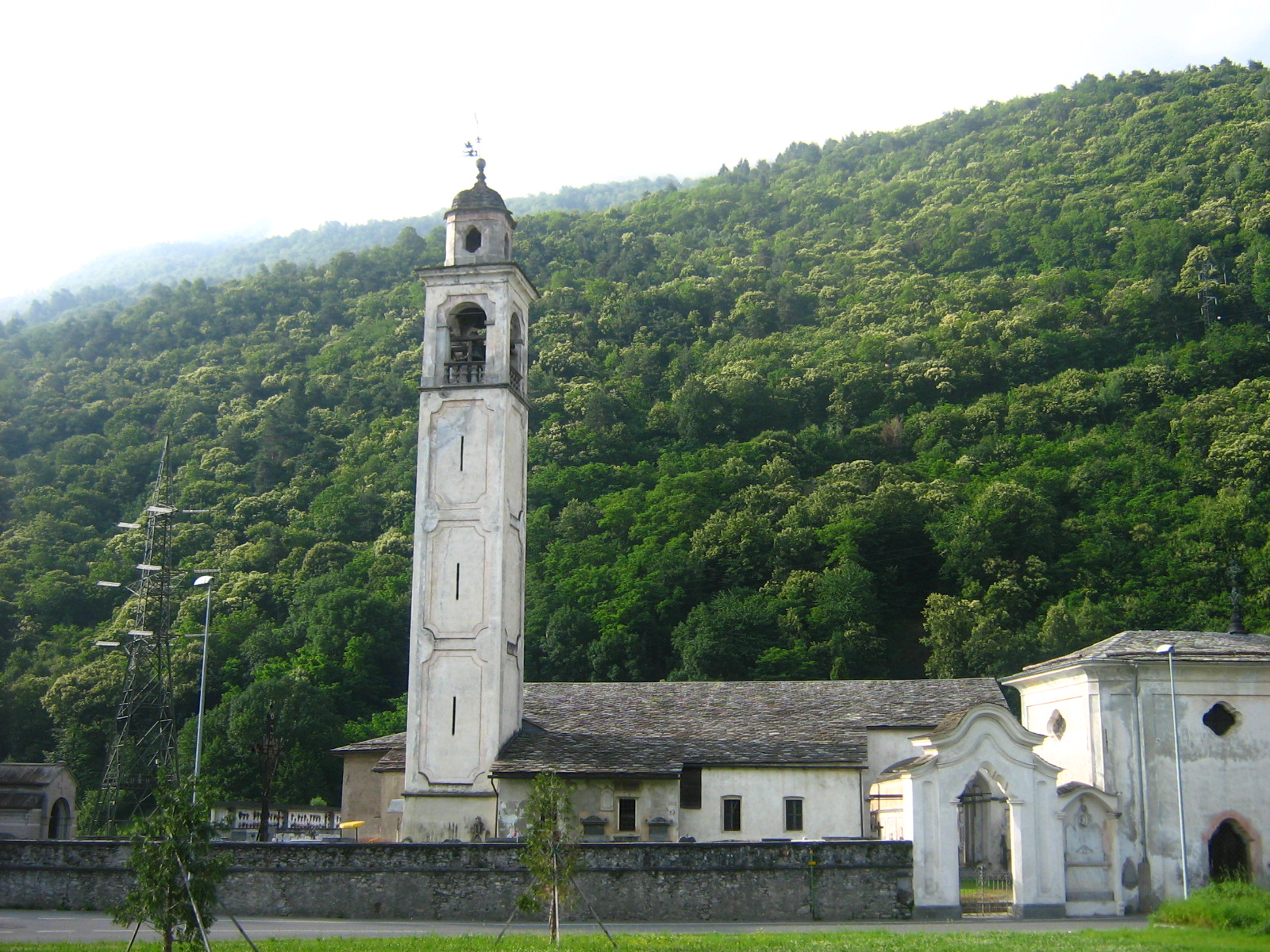
La Chiesa di San Martino nel cimitero comunale di Morbegno

Secondo un'antica e fantasiosa leggenda, la Chiesa di San Martino, sarebbe sorta su un tempio dedicato ad Ercole; in realtà, nonostante la chiesa sia stata la prima parrocchiale di Morbegno, niente della sua struttura si può far risalire a prima del XV-XVI secolo.
Già dipendente dalla pieve di Ardenno e dal monastero di Sant'Abbondio in Como, la chiesa assunse il rango di parrocchiale nel 1208. Nel XIV secolo la dignità di parrocchiale passò ala chiesa di San Pietro, mentre a quella di San Martino rimase la funzione di chiesa cimiteriale.
Tra il 1566 e il 1589, la chiesa venne completamente ricostruita.
Situata all'interno del cimitero cittadino, l'attuale chiesa si presenta in forme semplici con un grande pronao a tre arcate e una copertura a capanna. Il porticato che precede la facciata è documentato dal 1718.
L'interno, intimo e raccolto, dal 1566 è diviso in tre navate da quattro colonne in granito locale. Al termine delle navate si trovano altrettanti cappelle, di cui la centrale maggiore.
Un tempo, la chiesa era ricca di suppellettili sacre spedite nel corso dei secoli dagli emigrati a Roma, andate distrutte e disperse a causa dell'alluvione del 1987 (la chiesa fu per un terzo sommersa dalle acque del fiume Adda). Restano comunque da ammirare alcuni interessanti dipinti tra cui si segnala la pala d'altare eseguita da Giacomo Parravicini detto il Gianolo, collocata sull'altar maggiore e raffigurante il santo titolare nell'atto di donare il proprio mantello a un povero. Sul lato destro è molto venerata una Madonna col Bambino affrescata nel primo Cinquecento, opera attribuita a Vincenzo de Barberis. L'altare maggiore (XVII secolo) fu donato dagli emigrati a Napoli.

#### Santuario dell'Assunta

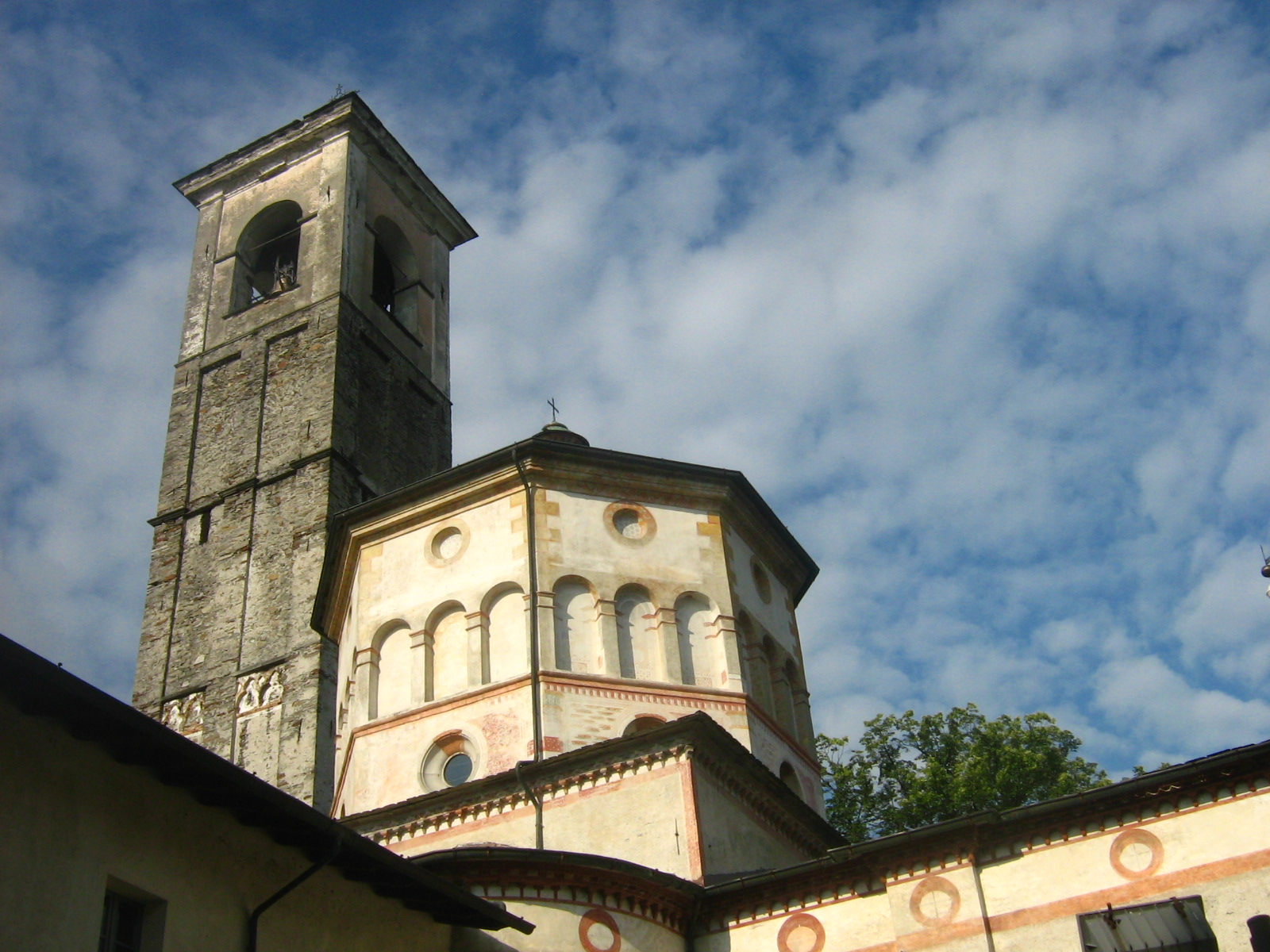
Santuario dell'Assunta

Non lontano dalla chiesa di San Martino si trova il Santuario dell'Assunta, dotato di tiburio ottagonale. Riccamente affrescato, il Santuario conserva un'ancona lignea realizzata dagli intagliatori Tiburzio e Giovan Angelo Del Maino e dai pittori Gaudenzio Ferrari e Fermo Stella.

#### Chiesetta della B.V. delle Grazie
La Chiesetta della Beata Vergine delle Grazie, localmente nota come Gisèta, chiesetta o chiesa dei pasquin, fu costruita nel 1665 come oratorio privato. Dal XIX secolo (non è chiaro se dal 1818 o dal 1895) la chiesa ospita una Confraternita intitolata a San Luigi Gonzaga. Nel 1875 la chiesa assunse l'attuale dedicazione. Nel primo quarto del XX secolo la chiesa fu dapprima ingrandita (1905), poi riconsacrata (1905) e infine adornata (1912) con affreschi di David Beghè. In occasione della riconsacrazione, il vescovo di Como Teodoro Valfrè di Bonzo elevò la chiesetta alla dignità di santuario. Ciononostante, la Gisèta non risulta essere contemplata nell'elenco ufficiale dei Santuari e templi votivi della Diocesi di Como.

#### Altre chiese

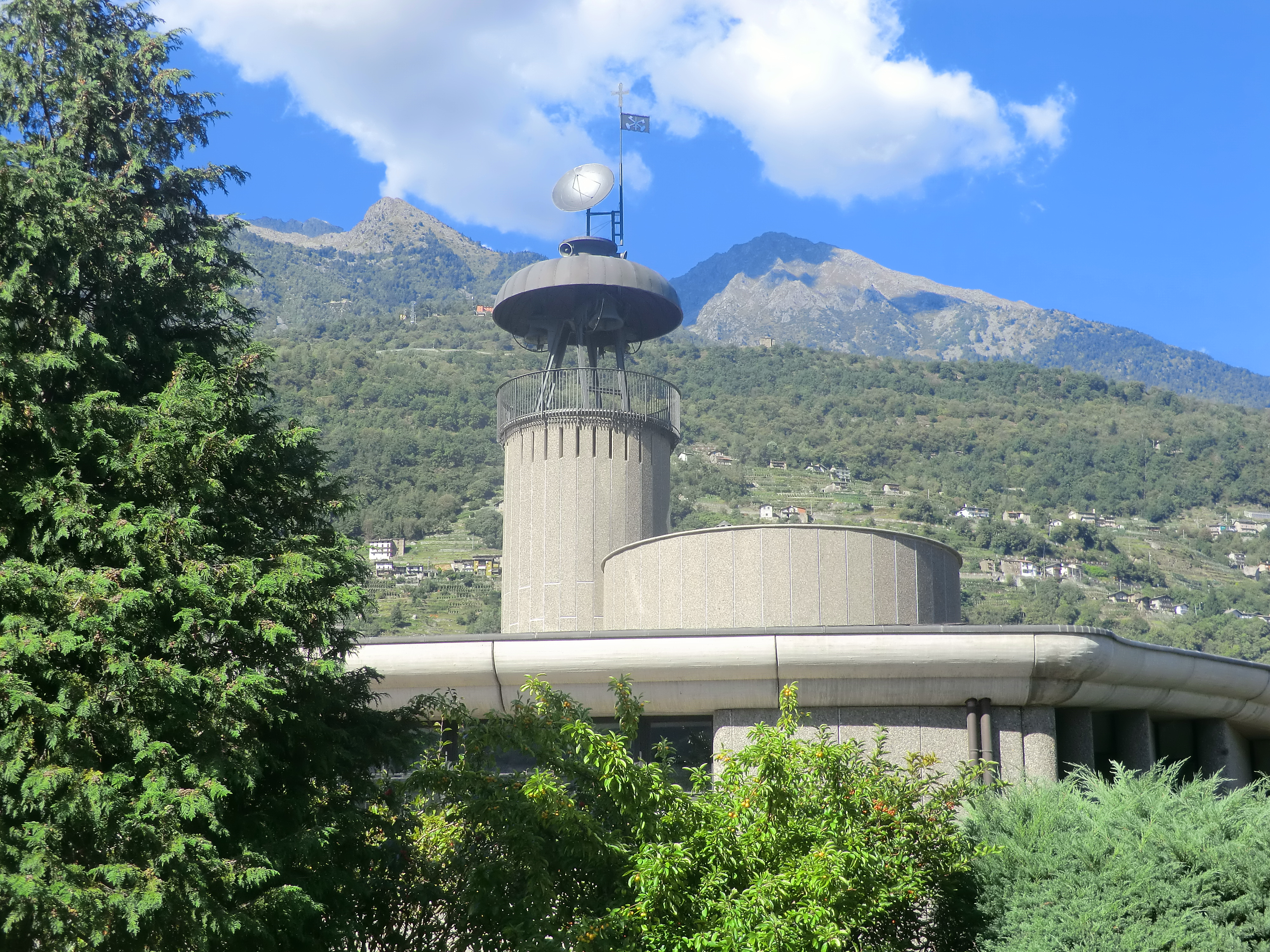
Chiesa di San Giuseppe

- Chiesetta di San Rocco (iniziata nel 1520 e terminata nel 1612)
- Chiesa di San Giuseppe Lavoratore (consacrata nel 1993 - progetto di Luigi Caccia Dominioni)
- Chiesetta dell'Angelo Custode
- ex Chiesa di Sant'Antonio ora Auditorium (consacrata nel 1401, sconsacrata nel 1798 e riconvertita in Auditorium nel 2007)

#### Altre chiese nelle frazioni
- Chiesa prepositurale della Visitazione a Campovico
- Chiesa della Madonna delle Grazie a Paniga
- Chiesa di Santa Maria Maddalena a Desco
- Chiesa di San Giovanni Battista ad Arzo
- Chiesa di San Matteo a Valle
- Chiesa di San Nazzaro a Cermeledo
- Chiesetta di San Sebastiano a Porcido
- Chiesa di Sant'Abbondio ai Torchi Bianchi
- Chiesa di San Bello
- Chiesetta di San Biagio alle vigne
- Chiesa di Santa Croce
- Chiesa di San Carlo (in rovina)

### Altro
- La Statua di san Giovanni Nepomuceno. Collocata sull'antico ponte che attraversa il torrente Bitto sopra un basamento barocco impreziosito dallo stemma del Comune di Morbegno, la statua eseguita dall'artista ticinese Giovanni Battista Adami di Carona (Lugano) nella seconda metà del XVIII secolo è posta a protezione dell'abitato dalla furia delle acque del torrente che più di una volta nella storia hanno allagato il centro storico della città.[21] San Giovanni Nepomuceno, potente santo boemo, martire del sigillo sacramentale della confessione, è uno dei santi più diffusi in Europa ed è invocato proprio contro le inondazioni essendo stato martirizzato tramite annegamento.

## Società

### Evoluzione demografica
Abitanti censiti

### Etnie e minoranze straniere
Secondo le statistiche ISTAT al 31 dicembre 2024 la popolazione straniera residente nel comune era di 853 persone.
Le dieci nazionalità maggiormente rappresentate sono:
- Marocco, 221
- Romania, 82
- Moldova, 56
- Cina, 45
- Albania, 33
- Ucraina, 31
- Tunisia, 22
- Egitto, 21

### Cucina
- Bisciola - è una pagnottella dolce di farina di frumento e farina di segale arricchita da frutta secca (uvetta, fichi e noci);
- Bitto - è il formaggio DOP tipico valtellinese prodotto esclusivamente nei mesi estivi nei pascoli d'alta quota, ottenuto da latte di vacca con aggiunta in quantità variabile di latte caprino;
- Bresaola - è il salume IGP tipico della Valtellina ottenuto da carni di manzo, salata e stagionata, che viene consumato crudo;
- Coppetta - (Cupeta in dialetto morbegnese), dolce caratteristico del morbegnese. Si tratta di un impasto di miele, zucchero e noci posto tra due fogli di ostia e poi tagliato in quadrati di grandezza variabile;
- Pizzoccheri - il piatto tipico della Valtellina per eccellenza;
- Polenta taragna - in molte zone conosciuta semplicemente come taragna, è la polenta tipica valtellinese in cui tocchetti di formaggio vengono incorporati durante la cottura. Il nome deriva dal nome dialettale (tarai o tarell) del lungo bastone usato per mescolarla all'interno del paiolo;
- Sciatt - frittelle di grano saraceno e formaggio locale, solitamente serviti con cicoria;
- Taroz - è una purea di patate, fagioli e fagiolini, condito con burro e formaggio tipico.

## Economia

### Progetto Morbegno 2020
Nell'anno 2007 Morbegno ha avviato, in convenzione con la non profit internazionale The Natural Step, il progetto Morbegno 2020, per mobilitare l'intero mandamento in una direzione di sviluppo sostenibile. Il progetto è stato premiato dalla Fondazione Cariplo e indicato come pilot a livello italiano da ANCI, Associazione Nazionale Comuni Italiani.

### Artigianato
L'artigianato locale è incentrato sulla produzione del tappeto tipico denominato il "pezzotto" valtellinese, caratterizzato da una grande vivacità e varietà di colori, oltre a pregevoli disegni geometrici. Diffusa e apprezzata anche la lavorazione del peltro finalizzata alla produzione di oggetti artistici, monili, trofei, vassoi e piatti.
Infine è da ricordare la fabbricazione di un'ampia gamma di utensili in rame.

### Infrastrutture e collegamenti
Il territorio comunale è attraversato dalla Strada Statale 38 dello Stelvio, che corre lungo tutta la Valtellina; il 28 ottobre 2018 è stata inaugurata la Variante di Morbegno con l'obiettivo di bypassare il centro storico, da sempre punto critico per la circolazione della statale.
Morbegno è servita da una stazione di Trenord che la collega agevolmente con Sondrio, Tirano, Lecco, Monza e Milano.

## Cultura

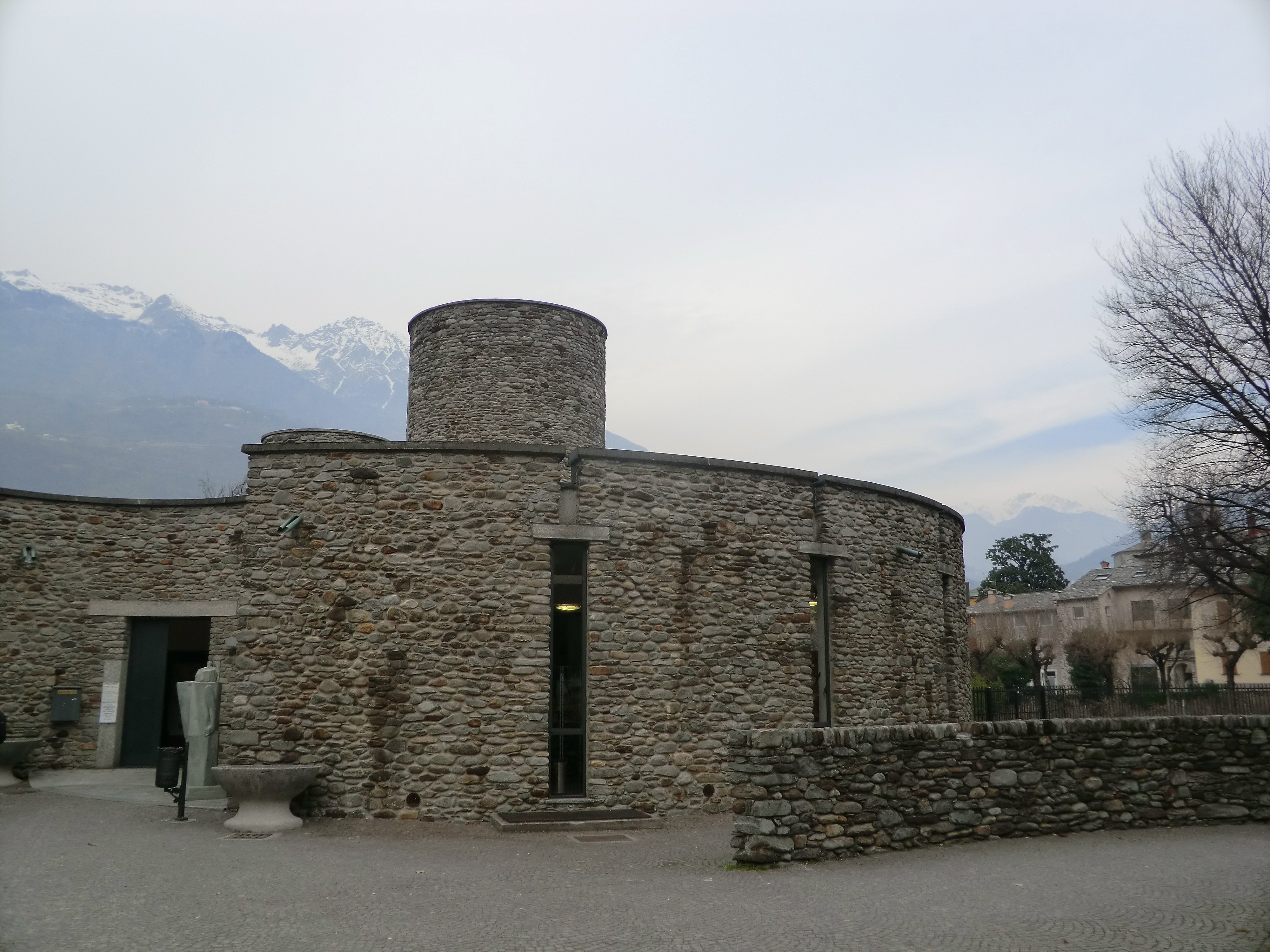
La Biblioteca Civica "Ezio Vanoni"

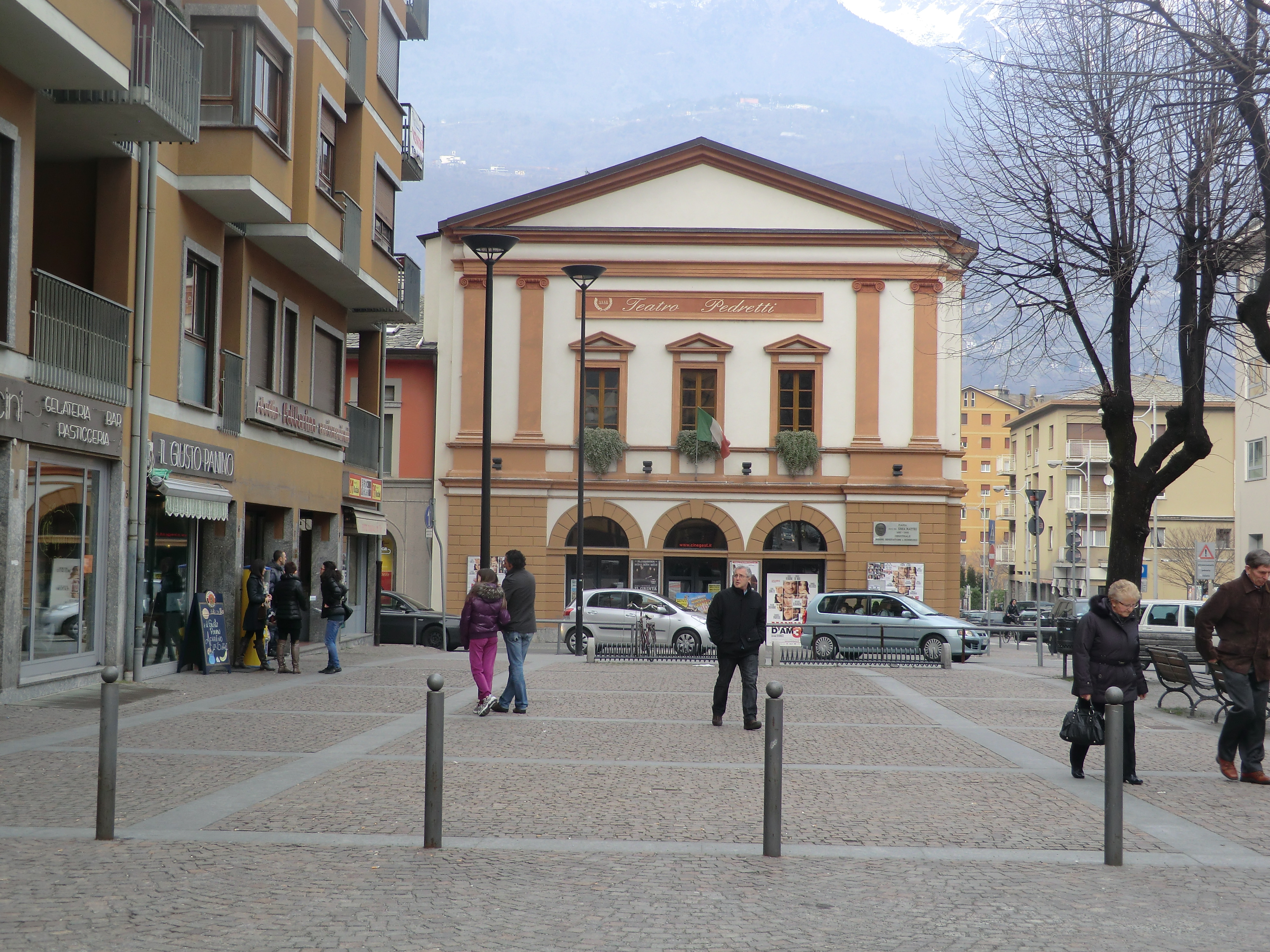
Cinema Pedretti ex Teatro

### Scuole
Nel comune hanno sede: tre scuole d'infanzia; due scuole primarie; 2 scuole secondarie di 1º grado; 2 scuole secondarie di 2º grado.

### Musei, biblioteche e luoghi di cultura
- Museo Civico di Storia Naturale
- Biblioteca civica Ezio Vanoni

## Geografia antropica

### Frazioni
Le cinque frazioni principali sono: Campovico, Desco, Paniga, Valle, Campo Erbolo e Arzo. Paniga è una frazione di circa 300 abitanti e si trova a nord della città, oltre il fiume Adda e confina a ovest con la frazione di Campovico e a est con quella di Desco. Campovico è una frazione di circa 900 abitanti situata vicino a Paniga, collegata a Morbegno grazie al Ponte di Ganda. Desco si trova a nord-est di Morbego, a est di Paniga. Le frazioni di Campo Erbolo e Valle si trovano invece in valle di Albaredo, a sud della città, ad un'altezza di 800 metri sul livello del mare. Altre località del comune di Morbegno sono Cerido, Cermeledo, Torchi Bianchi e Categno.

### Rioni
Morbegno è divisa in otto rioni o contrade. A nord ci sono Serta, Bottà, Ganda e Adda. Tra i rioni di Bottà e Adda, sorge il ponte in pietra (quindi di Ganda) eretto da Giovanni Antonio Amadeo.
A sud ci sono i rioni di San Rocco, San Pietro, San Giovanni e il rione della Madonna (zona Santuario B. V. Assunta).
Fino agli anni '80/'90 si teneva a Morbegno il Palio delle contrade, manifestazione che risale agli anni 50/60, e che si svolgeva nel periodo tarda primavera-estate e coinvolgeva tantissima gente a cimentarsi in diverse discipline sportive. Nel corso degli anni subì diversi cambiamenti sia organizzativi che logistici sino alla definitiva chiusura. Nelle ultime edizioni si concludeva con lo spettacolo dei fuochi artificiali. Dal 2014 la Pro Loco Morbegno ha iniziato nuovamente ad organizzare i Giochi delle Contrade.

## Amministrazione
| Periodo | Periodo   | Primo cittadino           | Partito                                | Carica                    | Note                                            |
| ------- | --------- | ------------------------- | -------------------------------------- | ------------------------- | ----------------------------------------------- |
| 1860    | 1861      | Antonio Gualteroni        |                                        | Sindaco                   |                                                 |
| 1862    | 1864      | Carlo Cotta               |                                        | Sindaco                   |                                                 |
| 1865    | 1868      | Paolo Maffei              |                                        | Sindaco                   |                                                 |
| 1869    | 1872      | Giuseppe Aureggi          |                                        | Sindaco                   |                                                 |
| 1872    | 1880      | Alessandro Botterini      |                                        | Sindaco                   |                                                 |
| 1880    | 1883      | Cesare Tocalli            |                                        | Sindaco                   |                                                 |
| 1883    | 1886      | Volfango Juvalta          |                                        | Sindaco                   |                                                 |
| 1886    | 1890      | Cesare Tocalli            |                                        | Sindaco facente funzioni  |                                                 |
| 1890    | 1892      | Gerolamo Nani             |                                        | Sindaco                   |                                                 |
| 1892    | 1895      | Cesare Tocalli            |                                        | Sindaco facente funzioni  |                                                 |
| 1895    | 1903      | Cesare Tocalli            |                                        | Sindaco                   |                                                 |
| 1903    | 1903      | Giuliano Ambrosetti       |                                        | Commissario straordinario | Regio Commissario dal 31.05.1903 all'11.08.1903 |
| 1903    | 1907      | Luigi Noali               |                                        | Sindaco                   |                                                 |
| 1907    | 1911      | Luigi Del Nero            |                                        | Sindaco                   |                                                 |
| 1911    | 1920      | Ambrogio Caccia-Dominioni |                                        | Sindaco                   |                                                 |
| 1920    | 1924      | Giovanni Zecca            |                                        | Sindaco                   |                                                 |
| 1924    | 1925      | Giovanni Zecca            |                                        | Commissario prefettizio   |                                                 |
| 1925    | 1926      | Guglielmo Balbo-Mussetto  |                                        | Sindaco                   |                                                 |
| 1926    | 1933      | Guido Lusardi             |                                        | Podestà                   |                                                 |
| 1934    | 1935      | Tomaso Del Nero           |                                        | Podestà                   |                                                 |
| 1935    | 1937      | Enrico Zecca              |                                        | Podestà                   |                                                 |
| 1938    | 1941      | Mario Stoppa              |                                        | Podestà                   |                                                 |
| 1941    | 1943      | Mario Del Nero            |                                        | Podestà                   |                                                 |
| 1943    | 1943      | Giovanni Buzzetti         |                                        | Commissario prefettizio   |                                                 |
| 1944    | 1944      | Dino Borsani              |                                        | Commissario prefettizio   |                                                 |
| 1945    | 1945      | Romano Begalli            |                                        | Commissario prefettizio   |                                                 |
| 1945    | 1946      | Angelo Manzocchi          |                                        | Sindaco                   |                                                 |
| 1946    | 1951      | Albino Ciapponi           |                                        | Sindaco                   |                                                 |
| 1951    | 1956      | Rinaldo Rapella           |                                        | Sindaco                   |                                                 |
| 1956    | 1964      | Annibale Caccia-Dominioni |                                        | Sindaco                   |                                                 |
| 1964    | 1975      | Giulio Spini              | Democrazia Cristiana                   | Sindaco                   |                                                 |
| 1975    | 1980      | Roberto Marchini          | Democrazia Cristiana                   | Sindaco                   |                                                 |
| 1980    | 1990      | Tito Bottà                |                                        | Sindaco                   | [ 25 ]                                          |
| 1990    | 1995      | Ambrogio Salvadori        |                                        | Sindaco                   | [ 25 ]                                          |
| 1995    | 1999      | Silvana Tirloni           | Lista civica Impegno per la Città      | Sindaco                   | [ 25 ]                                          |
| 1999    | 2009      | Giacomo Ciapponi          | Lista civica Impegno per la Città      | Sindaco                   | [ 25 ]                                          |
| 2009    | 2014      | Alba Rapella              | Lista civica Impegno per la Città      | Sindaco                   | [ 25 ]                                          |
| 2014    | 2019      | Andrea Ruggeri            | Lista civica CambiaMorbegno            | Sindaco                   | [ 25 ]                                          |
| 2019    | 2024      | Alberto Gavazzi           | Lista civica Svolta a Morbegno         | Sindaco                   | [ 25 ]                                          |
| 2024    | in carica | Patrizio Del Nero         | Lista civica Morbegno Del Nero sindaco | Sindaco                   | [ 25 ]                                          |

### Gemellaggi
- Llanberis, dal 2004

### Altre informazioni amministrative
Morbegno è capoluogo e sede della Comunità Montana della Valtellina di Morbegno, che raggruppa complessivamente 25 comuni.

## Sport

### Calcio
Calcio a 11
La principale squadra di calcio della città è l'Asd Olympic Morbegno, una società nata il 19 maggio 2016 dalla fusione del Morbegno Calcio 1908 e dell'Olympic Retica. L'Olympic Morbegno nella stagione 2024-2025 milita nel campionato lombardo di Prima Categoria.
Calcio a 5
- F.C.D. MGM2000

### Pallacanestro
Associazione Sportiva Dilettantistica Morbegno 70 (ASM70 basket Morbegno). Fondata a Morbegno nel 1970 disputa il campionato regionale lombardo DR1. Gioca le partite casalinghe al palasport comunale "Enea Mattei" (PalaMattei). Chiamata spesso Pezzini Morbegno dal nome dello sponsor storico. Fiorente settore giovanile.

### Ciclismo
Il 9 giugno 1991 la Torino-Morbegno, 14ª tappa del Giro d'Italia numero 74, si concluse con la vittoria di Franco Ballerini.
Il 16 maggio 2009, nell'anno del centenario della corsa rosa, l'8ª tappa del Giro d'Italia è partita da Morbegno e, dopo 209 km ha raggiunto la città di Bergamo dove ha ottenuto la vittoria il corridore bielorusso Kanstancin Siŭcoŭ.
Il 26 maggio 2011 è partita da Morbegno la 18ª tappa del Giro d'Italia che ha raggiunto, dopo un percorso di 151 km, il comune di San Pellegrino Terme con la vittoria del giovane Eros Capecchi.
Il 29 maggio 2025 è partita da Morbegno la 18ª tappa del Giro d'Italia che ha raggiunto, dopo un percorso di 144 km, il comune di Cesano Maderno con la vittoria del tedesco Nico Denz.

### Corsa in montagna
Nel 1986 Morbegno ha ospitato i Campionati del mondo di corsa in montagna. In campo maschile ha vinto l'italiano Alfonso Valicella mentre a livello femminile si è imposta la britannica Carole Haigh

#### Trofeo Vanoni
Dal 1958, ogni anno, la quarta domenica di ottobre, il Gruppo Sportivo Dilettantistico CSI Morbegno organizza la gara internazionale di corsa in montagna a staffetta denominata "Trofeo Vanoni". Manifestazione che, riconosciuta come una delle più belle d'Europa per spettacolarità e pubblico, richiama ogni anno centinaia di atleti provenienti da tutta Italia e dai maggiori stati europei.